# Carsten Regild
Carsten Regild, född 25 september 1941, död 3 mars 1992, var en svensk målare, tecknare, grafiker och reklammakare verksam i Stockholm. Han arbetade med teckning, collage, måleri, film och musik. Tillsammans med Rolf Börjlind startade han 1973 stenciltidskriften Kulturmagasinet Vargen och de startade även Vargens förlag som gav ut konstböcker och Kulturmagasinet Vargen. 
Hans konst var mycket grafisk och collageartad med ett reklamartat anslag och all hans konst innehöll ett genomgående symbolsystem. Han skapade bland annat en ikon som han kallade "Vargen" som ständigt återkom i hans verk. Vargen var en bild av en man i hatt och överrock tecknad i serieartad film noir-stil, lite som Mr. Walker, eller en 1950-talsdeckare. En annan ikonisk bild han skapade var av en svart glödlampa som kom att bli en logotyp för Bo Cavefors Bokförlag. På ytan kan man tro att han arbetade inom en popkonstnärlig tradition men hans uttryck är lika inspirerad av dada och surrealism.
År 1972 gjorde han separatutställningen Nekropolis på Moderna museet i Stockholm och 1981 visade de en utställning med hans konst mellan 1953 och 1981 som hade titeln Vargens öga.  
År 1975 gav han ut samlingsskivan Voice Of The Wolf (Gump 7), på vilket även bland andra Sten Bergman, Rolf Börjlind, Åke Hodell, Jan Olof Mallander, Bengt Nordström, Pugh Rogefeldt och Joakim Skogsberg medverkar.
År 1990 gjorde han en större separatutställning på Kulturhuset i Stockholm med titeln Terra Incognita Tur o Retur. Samma titel hade också en större retrospektiv utställning av hans konst på Konstakademien i Stockholm år 2006. Regild finns representerad vid Moderna museet, Norrköpings konstmuseum och Kalmar konstmuseum.
Carsten Regild var son till Jörn Regild (1913–1987), grundare av bokförlaget Teknografiska Institutet (Tekno).